# Championnat de Formula Nippon 2009
Navigation
Édition précédente Édition suivante
Le championnat de Formula Nippon 2009 a débuté le 4 avril et s'est achevé le 27 septembre 2009. 

## Engagés
| Écurie              | #  | Pilote            | Moteur      |
| ------------------- | -- | ----------------- | ----------- |
| Lawson Team Impul   | 1  | Tsugio Matsuda    | Toyota RV8K |
| Lawson Team Impul   | 2  | Benoît Tréluyer   | Toyota RV8K |
| Team LeMans         | 7  | Keisuke Kunimoto  | Toyota RV8K |
| Team LeMans         | 8  | Hiroaki Ishiura   | Toyota RV8K |
| HFDP Racing         | 10 | Koudai Tsukakoshi | Honda HR09E |
| Team Impul          | 20 | Kohei Hirate      | Toyota RV8K |
| Nakajima Racing     | 31 | Loïc Duval        | Honda HR09E |
| Nakajima Racing     | 32 | Takashi Kogure    | Honda HR09E |
| Petronas Team TOM'S | 36 | André Lotterer    | Toyota RV8K |
| Petronas Team TOM'S | 37 | Kazuya Oshima     | Toyota RV8K |
| Dandelion Racing    | 40 | Richard Lyons     | Honda HR09E |
| Dandelion Racing    | 41 | Takuya Izawa      | Honda HR09E |
| Cerumo/Inging       | 48 | Yuji Tachikawa    | Toyota RV8K |

## Règlement sportif
- L'attribution des points s'effectue selon le barème 10,8,6,5,4,3,2,1. L'auteur de la pole inscrit 1 point.
- Tous les résultats comptent.
- Châssis unique Swift FN09.
- Moteurs Honda et Toyota.

## Courses de la saison 2009
| Date         | Lieu      | Vainqueur       | Nationalité | Voiture      | Écurie              |
| 5 avril      | Fuji      | Benoît Tréluyer | France      | Swift-Toyota | Team Impul          |
| 17 mai       | Suzuka    | Loïc Duval      | France      | Swift-Honda  | Nakajima Racing     |
| 31 mai       | Motegi    | Takashi Kogure  | Japon       | Swift-Honda  | Nakajima Racing     |
| 28 juin      | Fuji      | Loïc Duval      | France      | Swift-Honda  | Nakajima Racing     |
| 12 juillet   | Suzuka    | Loïc Duval      | France      | Swift-Honda  | Nakajima Racing     |
| 9 août       | Motegi    | André Lotterer  | Allemagne   | Swift-Toyota | Petronas Team Tom's |
| 30 août      | Autopolis | Takashi Kogure  | Japon       | Swift-Honda  | Nakajima Racing     |
| 27 septembre | Sugo      | Loïc Duval      | France      | Swift-Honda  | Nakajima Racing     |

## Classement des pilotes
| Classement | Pilote            | Pays        | Voiture      | Écurie              | Nombre de points |
| ---------- | ----------------- | ----------- | ------------ | ------------------- | ---------------- |
| 1er        | Loïc Duval        | France      | Swift-Honda  | Nakajima Racing     | 62               |
| 2e         | Benoît Tréluyer   | France      | Swift-Toyota | Lawson Team Impul   | 40               |
| 3e         | André Lotterer    | Allemagne   | Swift-Toyota | Petronas Team Tom's | 39               |
| 4e         | Takashi Kogure    | Japon       | Swift-Honda  | Nakajima Racing     | 37               |
| 5e         | Kohei Hirate      | Japon       | Swift-Toyota | Lawson Team Impul   | 32               |
| 6e         | Hiroaki Ishiura   | Japon       | Swift-Toyota | Team LeMans         | 30               |
| 7e         | Koudai Tsukakoshi | Japon       | Swift-Honda  | HFDP Racing         | 20               |
| 8e         | Takuya Izawa      | Japon       | Swift-Honda  | Dandelion Racing    | 14               |
| 9e         | Kazuya Oshima     | Japon       | Swift-Toyota | Petronas Team Tom's | 13               |
| 10e        | Richard Lyons     | Royaume-Uni | Swift-Honda  | Dandelion Racing    | 11               |
| 11e        | Tsugio Matsuda    | Japon       | Swift-Toyota | Lawson Team Impul   | 11               |
| 12e        | Yuji Tachikawa    | Japon       | Swift-Toyota | Cerumo/Inging       | 9                |
| 13e        | Keisuke Kunimoto  | Japon       | Swift-Toyota | Petronas Team Tom's | 1                |